# Trichuris
Genre
Synonymes
- Trichocephalus[1]

Trichuris est un genre de nématodes (les nématodes étant un embranchement de vers non segmentés, recouverts d'une épaisse cuticule et menant une vie libre ou parasitaire) de la famille des Trichuridae.
Les trichuris, parasites intestinaux, peuvent affecter les chiens mais rarement les chats en Amérique.

## Liste des espèces
Selon BioLib (14 novembre 2018) :
- Trichuris arvicolae Feliu & al., 2000
- Trichuris capreoli Artjuch, 1948
- Trichuris cervicaprae Kreis, 1935
- Trichuris discolor (Linstow, 1906)
- Trichuris globulosa (Linstow, 1901)
- Trichuris guevarai Martinez, Hernandez & Acosta, 1979
- Trichuris infundibulus (Linstow, 1906)
- Trichuris lani (Artjuch, 1948)
- Trichuris leporis (Froelich, 1789)
- Trichuris muris Schrank, 1788
- Trichuris myocastoris Enigk, 1933
- Trichuris navonae Robles, 2011
- Trichuris opaca Barker & Noyes, 1915
- Trichuris ovis (Abildgaard, 1795)
- Trichuris skrjabini (Baskakov, 1924)
- Trichuris spalacis (Petrov & Potechina, 1953)
- Trichuris suis (Schrank, 1789)
- Trichuris sylvilagi Tiner, 1950
- Trichuris tarandi (Pushmenkov, 1939)
- Trichuris trichiura (Linnaeus, 1771)
- Trichuris vulpis (Froelich, 1789)